# Aleksander Kulisiewicz
Aleksander Tytus Kulisiewicz (ur. 7 sierpnia 1918 w Krakowie, zm. 12 marca 1982 tamże) – polski dziennikarz, więzień polityczny w obozie w Sachsenhausen, wykonawca i kolekcjoner materiałów muzycznych z obozów koncentracyjnych. Stworzył unikalne archiwum Kulisiewicza przechowywane obecnie w United States Holocaust Memorial Museum.

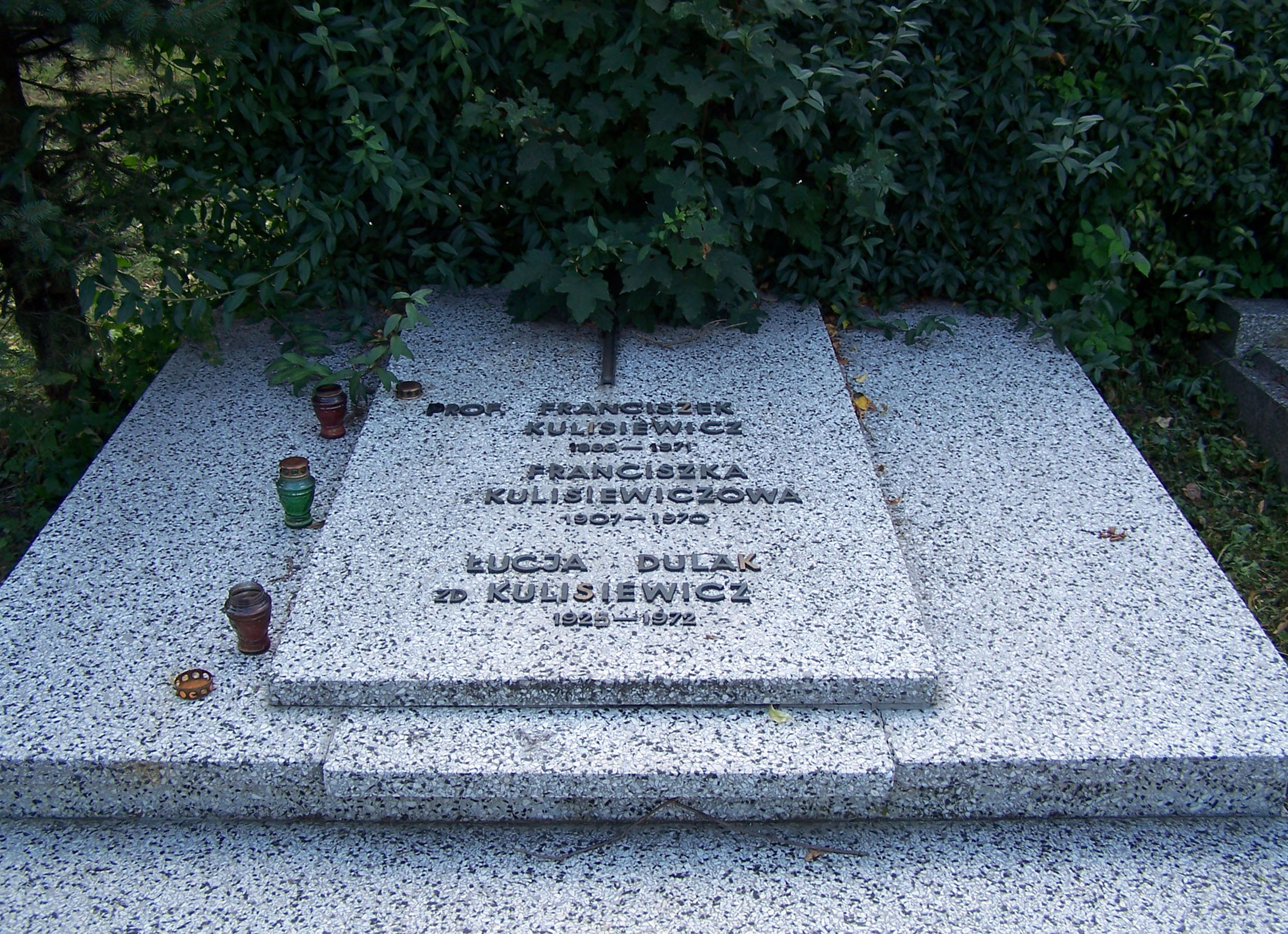
Grób Franciszka Kulisiewicza, ojca Aleksandra, w Cieszynie

## Życiorys
Jego ojcem był Franciszek Kulisiewicz (20 października 1888–1971), nauczyciel szkolny łaciny, który napisał m.in. książki o programie języka łacińskiego, o historii „sławnego Gimnazjum im. Bolesława Chrobrego w Pszczynie” i o Polakach w Czechosłowacji. Franciszek ukończył szkołę w Bochni i Wydział Filozoficzny Uniwersytetu Jagiellońskiego. Obok filologii klasycznej i polonistyki ukończył dwuletni kurs wychowania fizycznego. W okresie pierwszej wojny światowej uczył na kursach realnych w Pradze czeskiej, a później w gimnazjum realnym w Orłowej na Śląsku. Od 1934 roku uczył w gimnazjum w Cieszynie. Zajmował się m.in. historią Śląska Cieszyńskiego i Opolskiego, historią teatru. W 1934 roku był aresztowany w czeskim Cieszynie na tle politycznym. Pisał artykuły przeciw Czechom w sprawie Śląska Zaolzańskiego. Pisał wiersze satyryczne. Żoną Franciszka Kulisiewicza była Franka. Ojciec Aleksandra był muzykalny i świetnie tańczył. Babcia Karolina mieszkała w Karwinie, tam mały Kulisiewicz uczył się pierwszych piosenek. Rodzina mieszkała w Cieszynie na ulicy Solnej. Bratem Franciszka był Julian Kulisiewicz, który zginął tragicznie w 1938 roku, został pochowany w grobie rodzinnym w Wiśniczu Nowym. W wieku sześciu lat Aleksander zaczął pobierać lekcje skrzypiec. Ponieważ Cieszyn był blisko granicy z Czechosłowacją i ze względu na tradycję rodzinną Aleksander Kulisiewicz znał bardzo dobrze język czeski.
W 1926 roku, żeby oczarować młodą dziewczynę, dotknął przewodów elektrycznych pod napięciem i wypadek ten wywołał m.in. jąkanie. Wtedy magik i hipnotyzer Roob, z wędrownego cyrku, zasugerował Kulisiewiczowi ćwiczenie pamięci jako technikę pozwalającą opanowanie jąkania. Według tego systemu normalnie ludzie myślą i wymawiają słowa, natomiast Roob zasugerował, że Kulisiewicz musi błyskawicznie wypisać czarnymi literami na białym tle słowa i je odczytać i to pozwoli uwolnić mu się od jąkania. System ten pozwolił Aleksandrowi Kulisiewiczowi później zapamiętać piosenki śpiewane w obozie koncentracyjnym Sachsenhausen. Był też później spikerem w Radiu Praskim.
W 1936 zdał egzaminy do Uniwersytetu Jagiellońskiego. W tym czasie Aleksander Kulisiewicz miał nacjonalistyczne i konserwatywne poglądy. Publikował młodzieńcze wiersze w czasopismach „Gwiazdka Cieszyńska” oraz w „Gazecie Stanu Średniego”. W „Gwiazdce Cieszyńskiej” w kwietniu 1939 roku opublikował artykuł na temat moralności kina, gdzie twierdził, że film powinien się przeistoczyć w sztukę opartą przede wszystkim na moralności chrześciańskiej i że w Polsce należy wprowadzić „Legion Przyzwoitości” i cenzurę katolicką. W 1938 roku mieszkał na ulicy Górnej 5.

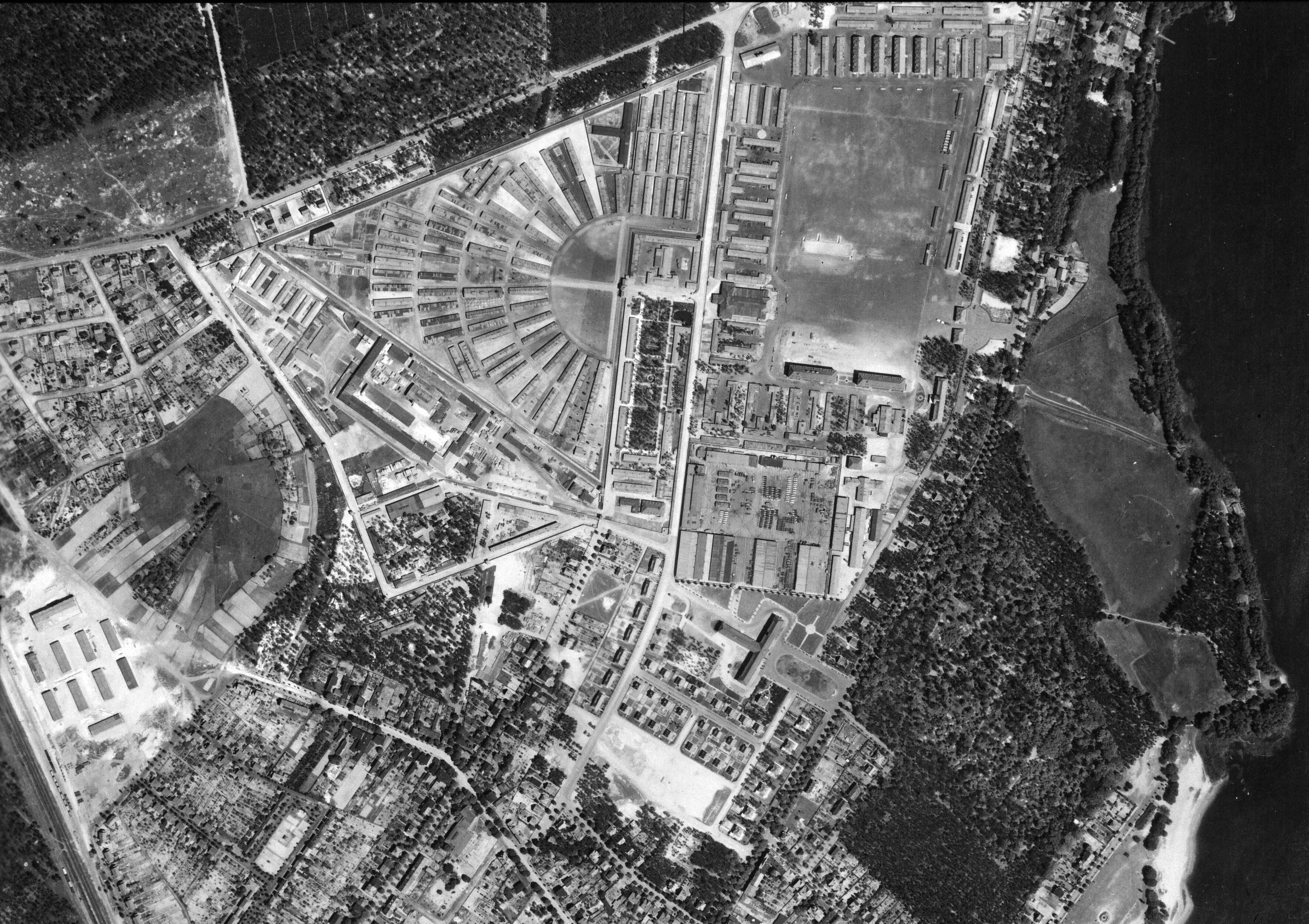
Zdjęcie obozu koncentracyjnego w Sachsenhausen zrobione przez Royal Air Force w 1943 roku.

### Lata okupacyjne
Przed inwazją na Polskę we wrześniu 1939 roku Aleksander Kulisiewicz studiował prawo w Uniwersytecie Jagiellońskim. Na początku okupacji niemieckiej pisał artykuły do czasopisma „Gazeta Stanu Średniego”, które wychodziło w Cieszynie. Został wtedy aresztowany przez Gestapo za artykuł „Hitleryzm domorosły” i siedział w więzieniu w Cieszynie w zimie 1939–40. W kwietniu 1940 roku przez Wrocław i Berlin został wywieziony do obozu koncentracyjnego w Sachsenhausen w pobliżu Berlina. Był więźniem z numerem 25149. Dołączył do chóru męskiego, początkowo głównie więźniów pochodzenia żydowskiego, utworzonego w obozie w barakach 37, 38 i 39 pod przewodnictwem Rosebery d’Arguta (Moses Rosenberg).
W obozie Kulisiewicz pisał słowa do znanych przedwojennych melodii i sam wykonywał te piosenki. Pod koniec 1940 roku przeniósł się do baraku numer 3, gdzie przebywał w otoczeniu więźniów międzynarodowych, chociaż w większości niemieckich. Współwięźniowie z tego baraku, Niemcy Harry Naujoks i Werner Koch, cenili muzykę jako sposób na oderwanie się od rzeczywistości. Podczas gdy polscy więźniowie tworzyli słowa dokumentujące brutalność obozu koncentracyjnego, więźniowie niemieccy, śpiewali m.in. piosenki komunistyczne, które znali z okresu przedwojennego. Jednak muzyka była też źródłem opresji, kiedy esesmani rozkazywali śpiewanie pieśni w czasie marszów, apeli i prac przymusowych. Kiedy Rosebery d'Arguto, który był Żydem i miał mniejszą szansę przeżycia Sachsenhausen, poprosił o zapamiętanie i przekazanie piosenki „Tsen Brider”, zapoczątkowało to postanowienie Kulisiewicza o zapamiętywaniu innych piosenek niż własne. Za nucenie melodii i śpiewanie lekarz więzienny Heinz Baumkötter, na polecenie strażnika Engelberta Schrodera, usiłował mu trzykrotnie wszczepić zarazki; Heinz Baumkötter przeprowadzał w obozie eksperymenty medyczne m.in. wszczepywanie więźniom żółtaczki.
Na jesieni 1942 roku Kulisiewicz słuchał, przypuszczalnie w baraku 39, wykonania piosenki Roseberego do melodii „Tsen Brider”, podczas którego SS napadło na żydowski chór. Kulisiewicz przez całą noc starał się zapamiętać tekst właśnie zasłyszanej piosenki, obecne znanej jako „Żydowska Piosenka Śmierci (Jüdischer Todessang)”. Na wiosnę 1944 roku pracował w grupie więźniów, na których Niemcy szczuli psy tresowane do ścigania i tropienia więźniów. Później, podając się za trenera, zaczął tresować wilczurzycę Astę. Nabawił się od niej choroby oczu. Podczas wymarszu z obozu w Sachsenhausen był świadkiem morderstwa Danusi, którą zabił młody esesman. Koniec wojny zastał go w okolicach miasta Schwerin.

### Lata powojenne
Z okolic Schwerina wrócił do Cieszyna, a następnie do Krakowa, gdzie rozpoznano u niego gruźlicę i skierowano do szpitala na oddział gruźliczy. Tam, w stanie wzburzenia emocjonalnego, przez trzy tygodnie, dyktował pielęgniarce piosenki, jakie zapamiętał w Sachsenhausen oraz nazwiska i inne informacje dotyczące tekstów i anegdot z nimi związanych, m.in. okoliczności, w jakich powstały. W sumie pielegniarka przepisała na maszynie ponad 700 stron. Rozpoczął na nowe studia na Uniwersytecie Jagiellońskim, ale szybko je porzucił. Spotkał w tym czasie Elżbietę Bochenek-Szpakowską, z którą się ożenił i miał syna Marka, a później Romana. Był zaprzyjaźniony z Antonínem Zápotocký'im, komunistycznym działaczem, premierem Czechosłowacji od 1948 roku, któremu pomógł w Sachsenhausen. Dzięki niemu 1 października 1947 roku wyjechał do Pragi jako korespondent Polskiej Agencji Prasowej i Dziennika Polskiego. W Pradze odszukał swoją starą miłość sprzed wojny Bożenę, która mieszkała w Ołomuńcu i o której myślał w obozie. Oboje byli już wtedy w związkach małżeńskich i spotkanie to nie miało dalszych konsekwencji. W 1948 roku w Pradze na Placu Wacława w studiu A. R. nagrał kilka piosenek obozowych łącznie z „Żydowską Piosenką Śmierci” (Jüdischer Todessang). W 1954 roku wrócił do Polski. Zajmował się koloryzowaniem zdjęć, fotografią weselną, zamiatał ulice. Dzięki Stefanowi Tabaczyńskiemu dostał pracę w przy dokumentacji fotograficznej i podróżował po Polsce. Wykorzystywał te wyjazdy do kontaktów z byłymi więźniami obozów koncentracyjnych. W czasie jednej z podróży nawiązał kontakt z Barbarą Seweryn, córką Tadeusza Seweryna, jednego z twórców Rady Pomocy Żydom na terenie Krakowa w 1943 roku. W 1958 roku rozwiódł się ze swoją pierwszą żoną Elżbietą i ożenił się z Barbarą Seweryn, z którą miał syna Krzysztofa (ur. w grudniu 1961 roku). Był nadal zaabsorbowany przeszłością obozową, m.in. zrozumieniem losów Roseberego d’Arguto. Z czasem zbudował sieć koneksji z więźniami z różnych obozów koncentracyjnych i zajmował się tworzeniem archiwum; jednak zainteresowanie muzyką z obozów koncentracyjnych było małe, zarówno ze strony polskich władz, jak i ze strony instytucji kulturalnych i naukowych. Małe było też zainteresowanie szerokiej publiczności m.in. z powodu problemów ekonomicznych w latach 1960 i wpływu zachodniej muzyki w Polsce. Kulisiewicz nie był członkiem partii komunistycznej i przypisywał brak zainteresowania swoją twórczością ze strony decydentów częściowo tym faktem. Jego wykonania muzyki obozowej nie były wyrafinowane, oddające rzeczywistość obozową, a to nie trafiało do przekonania instytucjom kulturalnym. Mimo to muzykolodzy Józef Ligięza oraz Adolf Dygacz zwracali uwagę na działalność Kulisiewicza. Jan Tacina pomógł mu w zapisie nutowym. W lutym 1963 roku nawiązała z nim kontakt muzykolożka Inge Lammel, które pracowała w Akademii Sztuk Pięknych Niemieckiej Republiki Demokratycznej (Akademie der Künste der DDR) i zajmowała się kolekcją muzyki z obozów koncentracyjnych. Za jej namową Kulisiewicz nagrał 1963 roku w Polskim Radiu 10 piosenek obozowych. W 1965 roku Kulisiewicz przesłał swoje nagrania do włoskiego muzykologa Sergio Liberovici z Uniwersytetu Bolońskiego. Liberovici zaprosił Kulisiewicza na występy na festiwalu Musiche della Resistenza w Teatro Comunale di Bologna. Kulisiewicz wystąpił tam w uniformie z Sachsenhausen. Później został zaproszony do 17 innych miejsc we Włoszech. Dwie piosenki Kulisiewicza z tego festiwalu zostały wydane na płycie gramofonowej. Po występach we Włoszech dostał też zaproszenie do Niemiec Zachodnich na występy podczas Burg Waldeck Festival. Występował też w Anglii na zaproszenie British Sue Ryder Foundation, gdzie śpiewał m.in. „Kołysankę dla mojego małego syna” napisaną przez Arona; tekstem tej kołysanki chciał obudzić swojego zamordowanego przez Niemców w Sachsenhausen syna. W tym czasie lekarze zdiagnozowali u niego cukrzycę, chociaż on sam uważał, że ma chorobę Ménière’a. Dostał też diagnozę syndromu poobozowego, występującego u byłych więźniów obozów koncentracyjnych. Z tą diagnozą się zgadzał, wiązało się to z brakiem snu, obrazami umierających ludzi, przywoływaniem scen z obozu, pisaniem listów do byłych więźniów, myślami przebywaniem nadal w obozie. W 1971 Aleksander Kulisiewicz i Barbara wzięli rozwód. W tym samym roku umarł jego ojciec Franciszek. Kulisiewicz pojechał do szpitala do Cieszyna, ale wrócił do Krakowa, zanim ojciec umarł. W 1972 roku zaczął pisać książkę na temat polskich piosenek w obozach koncentracyjnych, którą miało wydać Polskie Wydawnictwo Muzyczne. Nagrywał w tym czasie swój dziennik na taśmy magnetofonowe. Po dwóch rozwodach i śmierci ojca był coraz bardziej zgorzkniały, krytykował książki i listy pisane przez innych więźniów, do tego dochodziło rozgoryczenie brakiem zainteresowania jego twórczością i zbiorami w Polsce. Jego archiwum w połowie lat 1970 zajmowało znaczącą część jego pokoju. Prowadził je bardzo systematycznie. Korespondował m.in. z Krystyną Żywulską i kolejne jej listy wpinał do teczki z jej nazwiskiem. Podobnie prowadził korespondencję z Józefem Kropińskim, zawodowym skrzypkiem, który komponował muzykę nocą w laboratorium patologicznym (kostnicy) w Buchenwaldzie, m.in. tanga i operę. W 1979 roku pojechał do Nowego Jorku na zaproszenie Petera Wortsmana. Śpiewał tam m.in. „Kołysankę” Arona oraz „Chorał z Piekła Dna” do słów Leonarda Krasnodębskiego. Nagrał też album „Songs from the Depth of Hell” dla wytwórni „Folkway Records”. Na okładce zamieszczony jest rysunek Arona trzymającego zmarłego syna. W październiku 1979 pojechał jeszcze raz do Stanów Zjednoczonych do Milwaukee w stanie Wisconsin. Zmarł w 1982 roku w Krakowie na zapalenie płuc. Jest pochowany na Cmentarzu Salwatorskim w Krakowie. Do trumny syn Krzysztof włożył zdjęcie Bożeny i krzyż, który mu dała w późnych latach 1940 na Świętym Wzgórzu (Svatý Kopeček) koło Ołomuńca.
Za życia Kulisiewicza polskie instytucje nie były zainteresowane jego zbiorami i po jego śmierci w 1982 roku zbiory te trafiły na przechowanie do Muzeum Auschwitz-Birkenau w Oświęcimiu, a następnie zostały przewiezione do United States Holocaust Memorial Museum w USA. Zbiory zawierały około 800 teczek i około 70 tysięcy stron, 620 polskich piosenek obozowych z 34 obozów, 200 piosenek napisanych przez więźniów innych narodowości, kilka tysięcy mikrofilmów i oryginałów notatek obozowych, listów, pocztówek, manuskryptów, obrazów, filmów i kaset z nagraniami, i nieopublikowany materiał autobiograficzny Kulisiewicza „Jak umierał mój glos” dostępny w nagraniu audio na stronie United States Holocaust Memorial Museum.

## Dyskografia[52]
- 1969 – Singt Polnische Volkslieder (LP Da Camera Song)
- 1975 – Chants De La Déportation?(LP Le Chant Du Monde)
- 1979 – Pieśni obozowe z hitlerowskich obozów koncentracyjnych 1939-45 (LP Polskie Nagrania[53])
- 1979 – Songs from the Depths of Hell?(LP Folkways Records)[54]
- 1996 – Lieder aus der Hölle (CD RBM)